# روبرت آرثر وليمز
روبرت آرثر وليمز هو سياسي كندي، ولد في 20 يناير 1933 في فانكوفر في كندا. حزبياً، نشط في الحزب الديمقراطي الجديد في كولومبيا البريطانية ‏.